# トレバー・ウィットマン
トレバー・ウィットマン（Trevor Wittman、1974年3月5日 - ）は、アメリカ合衆国の格闘技トレーナー、元プロボクサー。ONXスポーツのオーナー兼トレーナー。

## 来歴
肺の病気と診断されボクシングから引退。コロラド州デンバーでボクシングトレーナーに転身した。
1998年3月、コロラド州ホイート・リッジにT's K.O.ファイトクラブを設立。その後、総合格闘技にも進出し、T's K.O.ファイトクラブを閉鎖して、2009年に新たにグラッジ・トレーニング・センターを設立した。
2013年、グラッジ・トレーニング・センターをコロラド州アーバダに移転した。
2015年、格闘技用品会社「ONXスポーツ」を設立した。ONXスポーツに集中するため2016年11月でグラッジ・トレーニング・センターを閉鎖した。閉鎖後もローズ・ナマユナス、ジャスティン・ゲイジー、カマル・ウスマンなど一部の選手のトレーナーは継続している。
World MMA Awardsのコーチ・オブ・ザ・イヤーを2017年、2019-2020年、2021年に受賞した。

## トレーナーを務めた主な選手
- ジョルジュ・サンピエール （元UFCウェルター級・ミドル級王者）
- スティーペ・ミオシッチ （元UFC世界ヘビー級王者）
- ラシャド・エヴァンス （元UFC世界ライトヘビー級王者）
- カマル・ウスマン （元UFC世界ウェルター級王者）
- TJ・ディラショー （元UFC世界バンタム級王者）
- ローズ・ナマユナス （元UFC世界女子ストロー級王者）
- シェイン・カーウィン （元UFC世界ヘビー級暫定王者）
- ジャスティン・ゲイジー （元UFC世界ライト級暫定王者）
- ネイサン・マーコート （元Strikeforce世界ウェルター級王者、元ミドル級キング・オブ・パンクラシスト）
- ニール・マグニードゥエイン・ラドウィック （元ISKAムエタイ世界ライトミドル級王者、元TKO世界ライト級王者）
- ポール・ブエンテロ （元KOTC世界ヘビー級王者）
- ロイ・ネルソン （元IFL世界ヘビー級王者）
- バーノ・フィリップス （元WBO・IBF世界スーパーウェルター級王者）
- トッド・ダフィー
- パット・バリー
- キース・ジャーディン
- アスペン・ラッド
- メルヴィン・ギラード
- エド・ハーマン
- ブランドン・ザッチドナルド・セラーニ
- ダバリル・ウィリアムソン
- マット・ミトリオン

## 表彰
- World MMA Awards コーチ・オブ・ザ・イヤー（2017年、2019-2020年、2021年）
- MMA Junkie コーチ・オブ・ザ・イヤー（2021年）
- Yahoo! Sports コーチ・オブ・ザ・イヤー（2021年）